# Стенлі Станьяр
Стенлі Станьяр (англ. Stanley Stanyar, 29 грудня 1905 — 5 червня 1983) — канадський академічний веслувальник.
Бронзовий призер Олімпійських Ігор 1932 року в складі вісімки.